# تاريخ العراق (2011–الآن)

الوضع العسكري في العراق وسوريا:
تحت سيطرة حكومة العراق
تحت سيطرة الدولة الإسلامية
تحت سيطرة البيشمركة
تحت سيطرة الحكومة السورية
تحت سيطرة الأكراد السوريين

لقد أنهى انسحاب القوات الأمريكية من العراق في عام 2011 فترة الاحتلال التي بدأت مع الغزو الذي قادته الولايات المتحدة في مارس 2003. ومنذ انسحاب القوات الأمريكية، شهدت البلاد تجدد التمرد العراقي وتصاعد الحرب الأهلية السورية إلى العراق. وبحلول عام 2013، تصاعد التمرد إلى حرب جديدة، حيث واجهت الحكومة العراقية داعش وفصائل أخرى، كانت القوى السنية المتطرفة هي الأكثر نشاطًا في المرحلة الأولى من النزاع. انتهت الحرب في عام 2017 بانتصار الحكومة العراقية وحلفائها، ولكن داعش لا يزال مستمرًا في تمرد منخفض الحدة في المناطق النائية من البلاد.
قوات داعش سيطرت على معظم محافظة الأنبار، بما في ذلك مدن الفلوجة، القائم، أبو غريب و(في مايو 2015) الرمادي، مما جعلهم يسيطرون على 90% من الأنبار. تكريت، الموصل ومعظم محافظة نينوى، إلى جانب أجزاء من محافظات صلاح الدين وكركوك وديالى، سيطرت عليها قوات داعش في هجوم يونيو 2014. سيطر داعش على سنجار وعدد من المدن الأخرى في هجوم أغسطس 2014، وفي ديسمبر 2014 أصبحت سنجار مدينة متنازعًا عليها.

## التمرد (2011–2013)
في فبراير 2011، انتشرت احتجاجات الربيع العربي إلى العراق؛ ولكن الاحتجاجات الأولية لم تُسقط الحكومة. الحركة الوطنية العراقية قاطعت البرلمان لعدة أسابيع في أواخر 2011 وأوائل 2012، متهمة الحكومة الشيعية بمحاولة تهميش السنة.
في 2012 و2013، تصاعدت مستويات العنف وبدأت الجماعات المسلحة داخل العراق تستفيد بشكل متزايد من الحرب الأهلية السورية. عبر كل من السنة والشيعة الحدود للقتال في سوريا. في ديسمبر 2012، العرب السنة احتجوا ضد الحكومة التي اتهموها بتهميشهم. خلال عام 2013، كثفت الميليشات السنية من هجماتهم ضد سكان العراق في محاولة لزعزعة الثقة في حكومة نوري المالكي-التي يقودها. في 2014، سيطر مقاتلو الدولة الإسلامية على مساحات كبيرة من الأراضي بما في ذلك العديد من المدن العراقية الكبرى، مثل تكريت، الفلوجة والموصل، مما أدى إلى نزوح مئات الآلاف من النازحين داخليًا وسط تقارير عن فظائع ارتكبها مقاتلو داعش. في 4 يونيو 2014، بدأ المتمردون جهودهم للسيطرة على الموصل. كان للجيش العراقي رسميًا 30,000 جندي و30,000 شرطي اتحادي متمركزين في المدينة، في مواجهة 1,500 مقاتل مهاجم. ولكن كانت الأعداد الفعلية للقوات العراقية أقل بكثير بسبب "الجنود الأشباح"، مما قلل بشكل كبير من القدرة القتالية. بعد ستة أيام من القتال والانشقاقات الواسعة، تلقت القوات العراقية أوامر بالانسحاب. وسقطت مدينة الموصل تحت سيطرة داعش. فر حوالي 500,000 مدني من المدينة.

## الحرب (2013–2017)
بحلول منتصف عام 2014، كانت البلاد في فوضى مع عدم تشكيل حكومة جديدة بعد الانتخابات الوطنية، وارتفاع مستوى التمرد إلى آفاق جديدة. في أوائل يونيو 2014، سيطرت الدولة الإسلامية في العراق والشام (داعش) على مدينتي الموصل وتكريت وقالت إنها مستعدة للمضي قدمًا نحو بغداد، بينما سيطرت القوات الكردية العراقية على المنشآت العسكرية الرئيسية في مدينة كركوك النفطية. طلب رئيس الوزراء نوري المالكي من البرلمان إعلان حالة الطوارئ لمنحه سلطات إضافية، لكن النواب رفضوا.
في صيف 2014، أعلن الرئيس الأمريكي باراك أوباما عن تدخل عسكري جديد في العراق على شكل دعم جوي، بهدف إيقاف تقدم قوات داعش وتقديم المساعدة الإنسانية للاجئين العالقين وتثبيت الوضع السياسي.
منذ يونيو 2014، كان نوري المالكي يواجه ضغطًا متزايدًا للاستقالة، بما في ذلك من الولايات المتحدة. في يوليو 2014، طالب إقليم كردستان العراق باستقالته، وبدأت حزبه (حزب الدعوة الإسلامية) بالبحث عن زعيم جديد.
في 14 أغسطس 2014، استجاب رئيس الوزراء نوري المالكي للضغط الداخلي والخارجي للتنحي. عين الرئيس العراقي الجديد فؤاد معصوم رئيس وزراء جديد، حيدر العبادي في 19 أغسطس 2014. ولكن، لكي يصبح تعيينه ساريًا، كان على العبادي تشكيل حكومة والحصول على تأكيد من البرلمان خلال 30 يومًا. بعد أن عارض في البداية اختيار العبادي، أيد المالكي العبادي وقال إنه لن يقف في طريقه.
في ما تم ادعاؤه بأنه انتقام من القصف الجوي الذي أمر به الرئيس أوباما، قامت الدولة الإسلامية، التي غيرت اسمها إلى "الدولة الإسلامية"، بقطع رأس الصحفي الأمريكي جيمس فولي، الذي كان قد اختطف قبل عامين. على الرغم من القصف الأمريكي والاختراقات في الجبهة السياسية، بقيت العراق في حالة فوضى مع استمرار الدولة الإسلامية في consolidating مكاسبها، واستمرار العنف الطائفي بلا توقف. في 22 أغسطس 2014، فتح مسلحون يشتبه في كونهم شيعة النار على مسجد سني خلال صلاة الجمعة، مما أسفر عن مقتل 70 من المصلين. في وقت لاحق، قتلت القوات العراقية في المروحيات 30 مقاتلًا سنيًا في بلدة الدجيل. في اليوم التالي، وفي ما يبدو كرد فعل على الهجوم على المسجد، أسفرت ثلاثة انفجارات في جميع أنحاء العراق عن مقتل 35 شخصًا.
شارك إقليم كردستان العراق في محاربة داعش، بينما استولى أيضًا على أراضٍ أخرى (مثل كركوك). منذ أغسطس 2014، بدأت الولايات المتحدة أيضًا في قصف مواقع داعش. في أواخر يناير 2015، استعادت القوات العراقية كامل محافظة ديالى من الدولة الإسلامية.
في 2 مارس، بدأت معركة تكريت الثانية. وبعد أكثر من شهر من القتال العنيف، تمكن الإيرانيون والعراقيون وميليشيات شيعية من التغلب على مقاتلي داعش واستعادة تكريت. ومع ذلك، تم تعويض هذا النجاح في أواخر مايو، بسيطرة داعش على العاصمة الإقليمية الرمادي في محافظة الأنبار.
أعلن رئيس وزراء العراق، حيدر العبادي، رسميًا عن تحرير مدينة الموصل من سيطرة الدولة الإسلامية في العراق والشام في 10 يوليو 2017.

## الانتخابات التشريعية العراقية 2018
تمت الانتخابات البرلمانية في 12 مايو 2018. تم انتخاب السياسي الكردي، برهم صالح رئيسًا من قبل البرلمان في أكتوبر 2018. تم اختيار وزير المالية السابق عادل عبد المهدي لتشكيل حكومة جديدة. تم الموافقة على الحكومة الجديدة من قبل مجلس النواب في 24 أكتوبر 2018.

## احتجاجات جنوب العراق 2018
بدأت الاحتجاجات بسبب تدهور الأوضاع الاقتصادية والفساد الحكومي في يوليو 2018 في بغداد وغيرها من المدن العراقية الكبرى، وخاصة في المحافظات الوسطى والجنوبية. كانت أحدث الاحتجاجات على مستوى البلاد، التي اندلعت في أكتوبر 2019، قد أسفرت عن مقتل ما لا يقل عن 93 شخصًا، بينهم أفراد من الشرطة.

## 2018–حتى الآن
في مارس 2018، أطلقت تركيا عمليات عسكرية للقضاء على المقاتلين الأكراد الانفصاليين في أقصى شمال البلاد. فاز التحالف السياسي بقيادة السيد مقتدى الصدر في الانتخابات البرلمانية في مايو 2018. شهدت البلاد حالة من الاضطرابات المدنية بدءًا من بغداد والنجف في يوليو 2018 وانتشرت إلى المحافظات الأخرى في سبتمبر مع تحول الاحتجاجات ضد الفساد والبطالة وفشل الخدمات العامة إلى أعمال عنف. بدأت الاحتجاجات مجددًا في 1 أكتوبر 2019، ضد الفساد والبطالة والخدمات العامة غير الكفؤة، قبل أن تتصاعد إلى دعوات للإطاحة بالحكومة ووقف التدخل الإيراني. في بعض الأحيان، ردت الحكومة بقمع التظاهرات، مما أسفر عن أكثر من 500 وفاة بحلول 12 ديسمبر 2019. في 27 ديسمبر 2019، تعرضت قاعدة K-1 الجوية لأكثر من 30 صاروخًا، مما أسفر عن مقتل متعاقد مدني أمريكي وإصابة آخرين. واتهمت الولايات المتحدة ميليشيا كتائب حزب الله المدعومة من إيران. في وقت لاحق من نفس الشهر، شنت الولايات المتحدة غارات جوية على خمسة مواقع لميليشيا كتائب حزب الله في العراق وسوريا. في 31 ديسمبر، سار العشرات من الميليشيات الشيعية العراقية وأنصارهم إلى المنطقة الخضراء في بغداد واقتحموا السفارة الأمريكية.

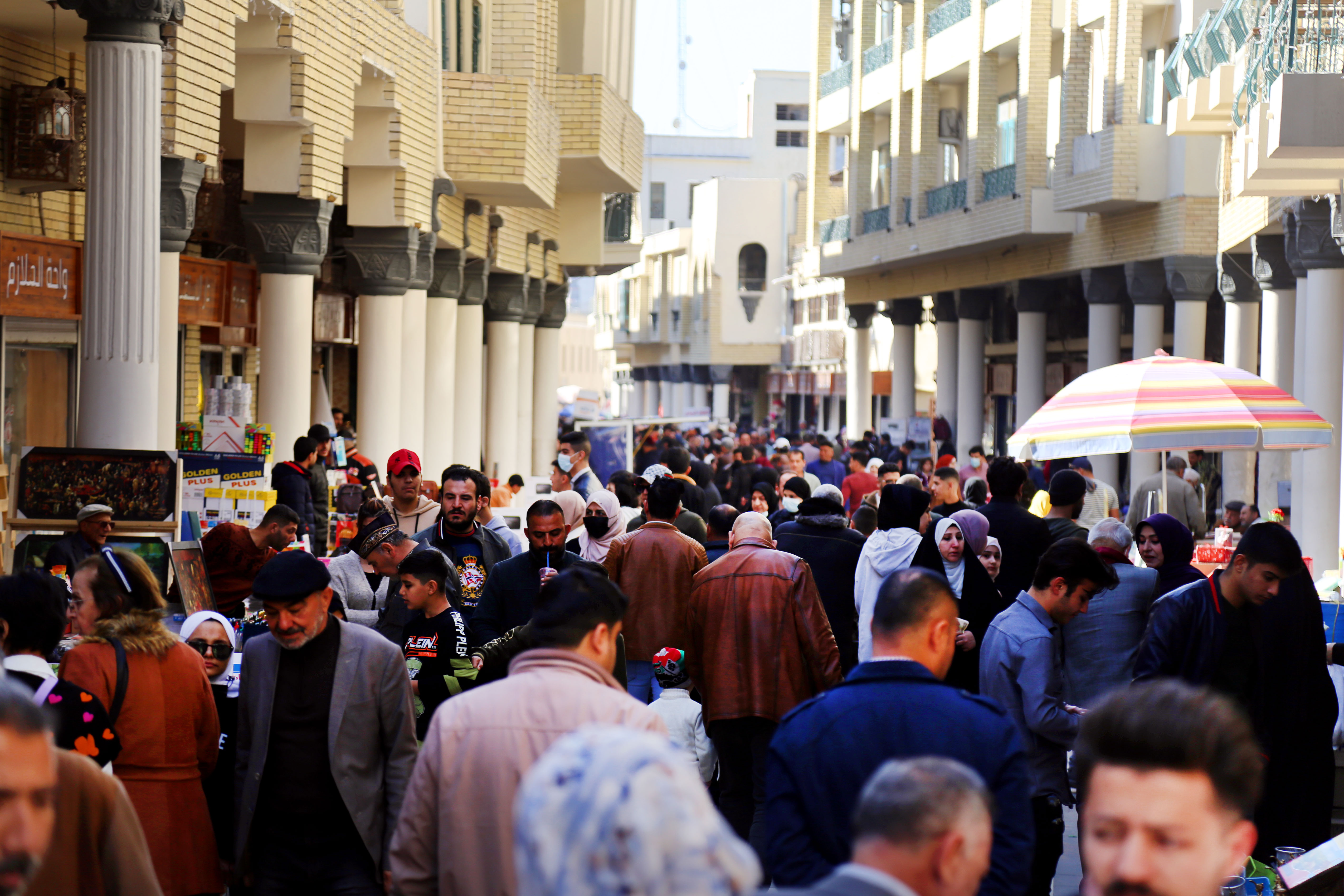
شارع المتنبي في بغداد عام 2022.

بعد ثلاثة أيام، وسط تصاعد التوترات بين الولايات المتحدة وإيران، شنت الولايات المتحدة ضربة بطائرة مسيرة على مركبات كانت تسير بالقرب من مطار بغداد، مما أسفر عن مقتل قاسم سليماني، الجنرال الإيراني في الحرس الثوري الإسلامي الإيراني وقائد فيلق القدس، وهو ثاني أقوى شخصية في إيران؛ وأبو مهدي المهندس نائب رئيس الحشد الشعبي وأربعة ضباط إيرانيين كبار؛ وأربعة ضباط عراقيين. بعد شهور من الاحتجاجات التي اندلعت في جميع أنحاء العراق في أكتوبر 2019 واستقالة رئيس الوزراء عادل عبد المهدي وحكومته، أصبح مصطفى الكاظمي أحد المرشحين البارزين لمنصب رئيس الوزراء. في 9 أبريل 2020، تم تعيينه من قبل الرئيس برهم صالح كرئيس وزراء مكلف. في 30 نوفمبر 2021، تم تأكيد فوز التحالف السياسي الذي يقوده زعيم الشيعة مقتدى الصدر في انتخابات أكتوبر. عاش العراق فترة من الأزمة السياسية والشلل لمدة أحد عشر شهرًا.
في يونيو 2022، استقال جميع الأعضاء الـ 73 من مجلس النواب من حركة الصدر بعد طلب قدمه حسن العذاري الى رئيس مجلس النواب العراقي [[محمد الحلبوسي]] ، ويعتبر هذا خطوة من مقتدى الصدر لتقويض الأحزاب الشيعية المتنافسة المتبقية في البرلمان وإظهار رفضه لنظام المحاصصة (المعتمد على الحصص) الذي تم تأسيسه في عام 2003 بعد الاحتلال الأمريكي. في 27 يوليو 2022، تعرض مبنى البرلمان لهجوم من قبل المتظاهرين للمرة الثانية خلال أسبوع. في أكتوبر 2022، تم انتخاب عبد اللطيف رشيد رئيسًا جديدًا للعراق بعد فوزه في الانتخابات البرلمانية ضد الرئيس الحالي برهم صالح الذي كان يترشح لفترة ثانية. ورئاسة الوزراء في العراق هي منصب شكلي تقليدي ويحملها عادة كردي. وفي 27 أكتوبر 2022، تولى محمد شياع السوداني، الحليف المقرب من رئيس الوزراء السابق نوري المالكي بدعم من الإطار التنسيقي، المنصب خلفًا لمصطفى الكاظمي ليصبح رئيس وزراء العراق الجديد.
في يوليو 2023، تعرضت مناطق واسعة من جنوب وغرب العراق لانقطاع التيار الكهربائي بعد اندلاع حريق تسبب في انفجار محطة طاقة جنوب البصرة. وواجهت الشبكة الكهربائية في البلاد ضغوطًا نظامية بسبب تغير المناخ ونقص الوقود وزيادة السحب. لا يزال الفساد مستشريًا في جميع مستويات الحكومة العراقية بينما أدى النظام السياسي الطائفي المدعوم من الولايات المتحدة إلى زيادة مستويات الإرهاب العنيف والصراعات الطائفية داخل البلاد. أدى التغير المناخي إلى تجفيف واسع النطاق في جميع أنحاء البلاد بينما تتناقص احتياطيات المياه بشكل سريع. تعيش البلاد في جفاف طويل منذ عام 2020 وعاشت ثاني موسم جفاف في الأربعين سنة الماضية في عام 2021. تدفق المياه في دجلة والفرات انخفض بنسبة تتراوح بين 30 و40 بالمئة. نصف أراضي البلاد الزراعية مهددة بـ التصحر. يعتقد أن الحرب في العراق قد غيرت البلاد إلى الأبد.